# Plommonträdet
Plommonträdet (Originaltitel: The Plum Tree) är en roman skriven av Ellen Marie Wiseman. Boken publicerades på engelska 2012. År 2013 gavs den ut på svenska.
Boken utspelar sig i Tyskland och följer den unga tyska kvinnan Christine Bölz genom kaoset under andra världskriget och tiden efteråt. Christine, som kommer från en fattig tysk familj, vet att det finns en hel värld utanför den lilla by hon är uppväxt i. En värld hon vill uppleva tillsammans med sin älskade Isaac Bauerman, sonen i den rika judiska familj där hon arbetar som tjänsteflicka.